# Finlands svenska manssångarförbund
Finlands svenska manssångarförbund (FSM) grundades 1936, då det tvåspråkiga kvartettsångarförbundet uppdelades på språklig grund. 
Till Finlands svenska manssångarförbund har med åren anslutit sig nästan alla finlandssvenska manskörer. Från 1951 anordnar Finlands svenska manssångarförbund de stora finlandssvenska sångfesterna tillsammans med Finlands svenska sång- och musikförbund, till vilket manssångarförbundet 1990 anslöt sig som självständigt specialförbund. Finlands svenska manssångarförbund har anordnat särskilda manskörsdagar och utger (sedan 1954) tidskriften Kvartetten, utkommer numera som bilaga till Finlands svenska sång- och musikförbunds tidning Resonans. Förbundet har omkring 30 medlemskörer med sammanlagt omkring 1 000 sångare (2010).